# Jan Zimmermann (Volleyballspieler)
Jan Zimmermann (* 12. Februar 1993 in Tübingen) ist ein deutscher Volleyballspieler.

## Karriere
Zimmermann begann seine Karriere 2002 beim TV Rottenburg. 2011 nahm der Zuspieler mit den deutschen Junioren an der U21-Weltmeisterschaft in Rio de Janeiro teil, bei der die DVV-Auswahl den zehnten Platz belegte.  In der Saison 2011/12 spielte er beim TSV Georgii Allianz Stuttgart. Bei der Junioren-EM 2012 belegte er mit dem deutschen Team den achten Rang. In der Saison 2012/13 trat er mit der Nachwuchsmannschaft VC Olympia Berlin in der ersten Liga an.
Anschließend wurde er vom VfB Friedrichshafen verpflichtet. Mit Friedrichshafen gewann er den DVV-Pokal 2013/14 und wurde nach der Niederlage im Playoff-Finale gegen Berlin deutscher Vizemeister. Für die Volleyball-Weltliga 2014 wurde Zimmermann erstmals in die A-Nationalmannschaft berufen. Im DVV-Pokal 2014/15 gelang dem VfB die Titelverteidigung und in der Bundesliga setzte sich die Mannschaft diesmal im Finale gegen Berlin durch und wurde deutscher Meister. Bei den Europaspielen 2015 gewann Zimmermann mit dem DVV-Team die Goldmedaille. Danach wechselte er zum Bundesliga-Aufsteiger United Volleys Frankfurt. Mit den Frankfurtern erreichte er im DVV-Pokal 2015/16 und in den Bundesliga-Playoffs jeweils das Halbfinale. In der folgenden Saison kam das Aus im DVV-Pokal 2016/17 schon im Achtelfinale gegen Berlin, aber in der Bundesliga erreichten die United Volleys erneut das Halbfinale. Bei der Europameisterschaft 2017 unterlag Zimmermann mit der deutschen Mannschaft erst im Endspiel.
Danach wechselte er zum französischen Erstligisten Stade Poitevin Poitiers. Mit der Mannschaft kam er ins Pokal-Halbfinale und Playoff-Viertelfinale. Nach einer Saison kam er zurück nach Deutschland und spielte bei den Berlin Recycling Volleys. Mit den BR Volleys kam er in der Saison 2018/19 ins Pokal-Halbfinale. Den Berliner Titelgewinn in der Meisterschaft verpasste er jedoch, weil er Ende März 2019 kurzfristig zu VC Greenyard Maaseik wechselte. Er gewann stattdessen dort die Meisterschaft. Die darauf folgende Saison wurde aufgrund der COVID-19-Pandemie abgebrochen.
2020/21 spielte Zimmermann beim italienischen Erstligisten Sir Safety Perugia. Bei der Europameisterschaft 2021 kam er mit Deutschland ins Viertelfinale. 2021/22 war er in Italien bei Pallavolo Padua aktiv. Zur Saison 2022/23 wechselte er zunächst zum polnischen Verein BBTS Bielsko-Biała, zog aber nach wenigen Wochen weiter zum italienischen Vero Volley Monza, um dort einen verletzten Zuspieler zu ersetzten. In der Saison 2023/24 war er beim türkischen Erstligisten Galatasaray Istanbul aktiv. Im Herbst 2023 schaffte er mit der Nationalmannschaft die Qualifikation für die Olympischen Spiele 2024. 2024 wechselte er wieder nach Italien zu Gioiella Prisma Taranto. Beim olympischen Turnier war er als Ersatzspieler nominiert, kam aber nicht zum Einsatz für die Mannschaft, die das Viertelfinale erreichte.